# Alan Brown (homme politique écossais)
Pour les articles homonymes, voir Alan Brown (homonymie) et Brown.
Ne doit pas être confondu avec Allan Brown.
Alan Brown (né le 12 août 1970) est un homme politique écossais et député du Parti national écossais (SNP) pour Kilmarnock et Loudoun de 2015 à 2024. En 2017, Brown a été nommé porte-parole du SNP à Westminster pour les transports, les infrastructures et l'énergie.

## Formation
Brown est né le 12 août 1970 à Kilmarnock. Il fréquente son école primaire locale et l'académie Loudoun. Il fréquente ensuite l'Université de Glasgow où il obtient un baccalauréat spécialisé en génie civil. Il travaille, tant dans le secteur public que privé, en tant qu'ingénieur civil.

## Carrière politique
Il est élu pour la première fois en tant que conseiller du SNP lors de l'élection du conseil de East Ayrshire, en 2007, dans le quartier d'Irvine Valley, en tête du scrutin avec 1 497 premières préférences. Il est réélu aux élections du conseil de East Ayrshire en 2012, remportant le deuxième siège à cette occasion avec 1 252 premières préférences. Haut responsable de la délégation du SNP, il occupe des postes dans le logement et la planification stratégique et ressources.
Brown est sélectionné pour se présenter aux élections générales de 2015 dans la circonscription de Kilmarnock et Loudoun pour le parti national écossais et recueille 30 000 votes (55,7%), battant la députée travailliste sortante, Cathy Jamieson. Premier siège écossais à avoir été déclaré le soir de l'élection, ce siège est le premier des cinquante gains nets du SNP réalisés lors de l'élection générale de cette année. Il prononce son premier discours le 22 juin, dans lequel il cite le poème Is There for Honest Poverty de Robert Burns.
En 2016, il est l'un des 58 députés écossais ayant voté contre le renouvellement du programme nucléaire britannique Trident. Il affirme que le programme n'a pas eu un effet dissuasif et que chaque emploi créé grâce à ce programme coûte 6,5 millions de £ au contribuable britannique.
Brown révèle qu'au Parlement, les journalistes du Hansard lui demandent souvent de fournir des "traductions" écrites de ses questions à la Chambre des communes, en raison de la difficulté à comprendre son accent de l'Ayrshire.
Malgré la perte de sièges et de soutien du SNP aux élections générales de 2017, Brown est réélu député de Kilmarnock et de Loudoun avec une majorité de 6 269 voix.
Le 20 juin 2017, Brown est nommé porte-parole du SNP pour les transports, les infrastructures et l'énergie.